# La Demeure mystérieuse
 (novembre 2022).
Si vous disposez d'ouvrages ou d'articles de référence ou si vous connaissez des sites web de qualité traitant du thème abordé ici, merci de compléter l'article en donnant les références utiles à sa vérifiabilité et en les liant à la section « Notes et références ».
La Demeure mystérieuse est un roman policier de Maurice Leblanc, paru en volume chez Pierre Lafitte en juillet 1929. Il met en scène le gentleman-cambrioleur Arsène Lupin et fait suite à L'Agence Barnett et Cie, dont on retrouve un personnage phare, le brigadier Béchoux.
Le roman paraît en prépublication en 37 feuilletons quotidiens, dans Le Journal du 25 juin au 31 juillet 1928.

## Résumé
À Paris, en 1907, un enlèvement est commis à l'Opéra durant un défilé de haute couture : la belle chanteuse Régine Aubry est conduite par deux individus dans une maison non identifiée où on la dépouille de son corselet de diamants. Puis elle est relâchée, sans sa parure, au grand dam du diamantaire véreux Van Houben qui a conçu la robe.
Quelque temps après, s'opère une étrange répétition des évènements. Un mannequin d'origine modeste, Arlette, se voit kidnappée par les mêmes individus et amenée au même endroit. Elle s'échappe d'elle-même.
Jugeant cette coïncidence troublante, un prétendant de Régine, le baron Jean d'Enneris (alias Arsène Lupin) décide d'enquêter sur l'affaire. Accompagné d'un méfiant brigadier Béchoux qui croit reconnaître en lui son ennemi légendaire, du peu scrupuleux Van Houben et des deux ravissantes jeunes femmes, d'Enneris voit rapidement des pistes le conduire en la respectable demeure du comte de Mélamare. Régine et Arlette ayant reconnu les lieux, le comte est arrêté. Sa sœur s'échappe avec l'aide de Lupin et l'affaire semble enterrée.
Mais un nommé Antoine Fagerault, prétendant évincé de la comtesse, fait son apparition. Il tente de convaincre Régine et Arlette de faire innocenter le comte par leurs témoignages. D'après lui, celui-ci est victime d'une conspiration dont ses ancêtres ont déjà été manifestement victimes.
Jaloux de l'ascendant que prend Antoine sur Arlette (dont il est tombé amoureux), d'Enneris décide de régler l'affaire par ses moyens. Il aura à faire face à un sinistre trio de vieillards vindicatifs et à un « demi-bandit » trop sûr de lui. Sans négliger le brigadier Béchoux, avide de revanche.

## Adaptation à la télévision
- 1974 : La Demeure mystérieuse, épisode 7, saison 2 de la série télévisée Arsène Lupin, réalisé par Jean-Pierre Desagnat, avec Georges Descrières dans le rôle d'Arsène Lupin